# Peter Sís
Peter Sís, né le 11 mai 1949, est un écrivain et illustrateur tchèque, auteur de littérature d'enfance et de jeunesse.

## Parcours
Il décrit sa vie dans l'ouvrage Le Mur : mon enfance derrière le Rideau de Fer. Il étudie les arts appliqués à l'université de Prague, entre 1968 et 1974. Il commence sa carrière dans l'édition pour la jeunesse en 1981 En 1982, il part aux États-Unis pour participer au festival d'animation de Los Angeles, et décide de rester dans ce pays.
Bien que destinés aux enfants, beaucoup de ses ouvrages s'adressent à un public plus large. Il raconte les histoires à l'aide de cartes de toutes sortes, et de symbolisme bouddhiste, dont il garde une profonde attirance à la suite d'un voyage que son père, Vladimir Sis, avait réalisé au Tibet.
En 2011, il publie l'album illustré La Conférences des oiseaux, s'appuyant sur différentes traductions et adaptations de l'œuvre éponyme du XIIe siècle du poète persan Farid al-Din Attar, et traduite en France l'année suivante aux Éditions de La Martinière.
Il obtient par deux fois le Prix BolognaRagazzi dans la catégorie Non Fiction : en 2004 pour The Tree of Life (L'Arbre de la Vie), et en 2008 pour The Wall (Le Mur), et par trois fois l'Honor Books de la Médaille Caldecott.
En 2012, il est lauréat du prestigieux Prix Hans Christian Andersen, décerné pour sa contribution régulière (lasting contribution) dans l'illustration des livres pour enfants.

## Œuvres traduites en français

### Auteur et illustrateur
- Christophe Colomb, jusqu'au bout du rêve (Follow the dream : the story of Christopher Colombus), Albin Michel, 1992 ; rééd. revue et augmentée, Grasset, 1996
- Komodo ! L’île aux dragons, Grasset, 1994.
- Petit conte du Grand Nord (A small tall tale from the far far North ), Grasset, 1995.
- Les Trois Clés d'or de Prague (The three golden keys), Grasset Jeunesse, 1995, et rééd.
- Un rhinocéros Arc-en-ciel (Rainbow Rhino ), Grasset, 1995.
- Le Messager des étoiles, Galilée (Starry Messenger : Galileo Galilei), Grasset, 1996. Honor Books Médaille Caldecott 1997
- Le Tibet : les secrets d'une boîte rouge (Tibet : Through the Red Box), Grasset, 1998 Honor Books Médaille Caldecott 1999
- Madlenka, Grasset, Jeunesse 2000. Prix Sorcières 2001 catégorie Albums
- Le Chien de Madlenka (Madlenka's dog), Grasset, 2002.
- L’Arbre de la Vie : La Vie de Charles Darwin, naturaliste, géologue et penseur (The Tree of Life), Grasset, 2004.Prix BolognaRagazzi 2004, catégorie Non Fiction
- Le Mur : Mon enfance derrière le rideau de fer (The Wall), Grasset, 2007.Prix BolognaRagazzi 2008, catégorie Non Fiction - Honor Books Médaille Caldecott 2008
- Madlenka, star du foot (Madlenka soccer star), Grasset Jeunesse, 2012.
- La Conférence des oiseaux, Éditions de La Martinière, 2012 - d'après l'œuvre éponyme du XIIe siècle du poète persan Farid al-Din Attar[3]
- Le Pilote et le Petit Prince : la vie d'Antoine de Saint-Exupéry (The pilot and the Little Prince), Grasset Jeunesse, 2014
- Un été crème glacée (Ice Cream Summer, 2015), Grasset Jeunesse, 2016

### Illustrateur
- Contes baltes, racontés par Miloš Malý ; traduit du tchèque par Claude Clément, Paris, Gründ, 1981
- Le Souffre-douleur (The Whipping boy) de Sid Fleischman ; trad. de l'américain par Alain Cappon, Paris, l'Ecole des loisirs, 1988
- Un Nain nommé Gustave (Eine Zwergengeschichte) de Max Bolliger ; ill. de Peter Sís, Paris, Ed. Epigones, 1988
- La nuit des dragons, de Jack Prelutsky ; trad. de l'anglais par Cécile Wajsbrot, Paris, Grasset jeunesse, 1997
- Les sorcières du lundi, poèmes de Jack Prelutsky ; trad. par Cécile Wajsbrot, Paris, Grasset jeunesse, 1997
- Le marchand d'ailes, conte de Jacques Taravant, Paris, Grasset jeunesse, 1997
- Gargouilles et vampires, poèmes de Jack Prelutsky ; adapté de l'anglais par Alice Marchand, Paris, Grasset jeunesse, 2001
- Les animélos, poèmes de Jack Prelutsky ; traduction et adaptation d'Alice Marchand, Paris, Grasset jeunesse, 2006
- La conférence des oiseaux (The conference of the birds) de Farid ud-Din Attar ; traduction de Jacob Bromberg ; avec la collaboration de Marine Ninaud, Paris, La Martinière, 2012
- Le Rêveur[5] (The Dreamer), texte de Pam Muñoz Ryan, ; trad. Pascale Houssin, Bayard Jeunesse, 2013 - sur le poète chilien Pablo Neruda[6]

## Prix et distinctions
- 1997 : Finaliste (Honor Books) Médaille Caldecott pour Starry Messenger (Le Messager des étoiles)
- 1998 : (international) « Honour List »[7] de l' IBBY pour Starry Messenger (Le Messager des étoiles)
- 1999 : Finaliste (Honor Books) Médaille Caldecott pour Tibet : Through the Red Box (Le Tibet : les secrets d'une boîte rouge)
- 2001 : Prix Sorcières catégorie Albums, pour Madlenka
- 2003 : Prix MacArthur
- 2004 : Prix BolognaRagazzi catégorie Non Fiction, pour The Tree of Life (L'Arbre de la Vie)
- 2008 : Prix BolognaRagazzi catégorie Non Fiction, pour The Wall (Le Mur)
- 2008 : Finaliste (Honor Books) Médaille Caldecott pour The Wall (Le Mur)
- 2012 : Prix Hans Christian Andersen d'illustration
- 2013 : Meilleur livre jeunesse[5] au classement des Meilleurs livres de l'année du magazine Lire pour Le rêveur, texte de Pam Muñoz Ryan, qu'il a illustré
- 2014 : Prix Sorcières catégorie Roman 9-12, pour Le rêveur, texte de Pam Muñoz Ryan, qu'il a illustré
- 2014 : New York Times Best Illustrated Books Awards 2014[8] pour The pilot and the Little Prince (Le Pilote et le Petit Prince : la vie d'Antoine de Saint-Exupéry)